# Musculus occipitofrontalis

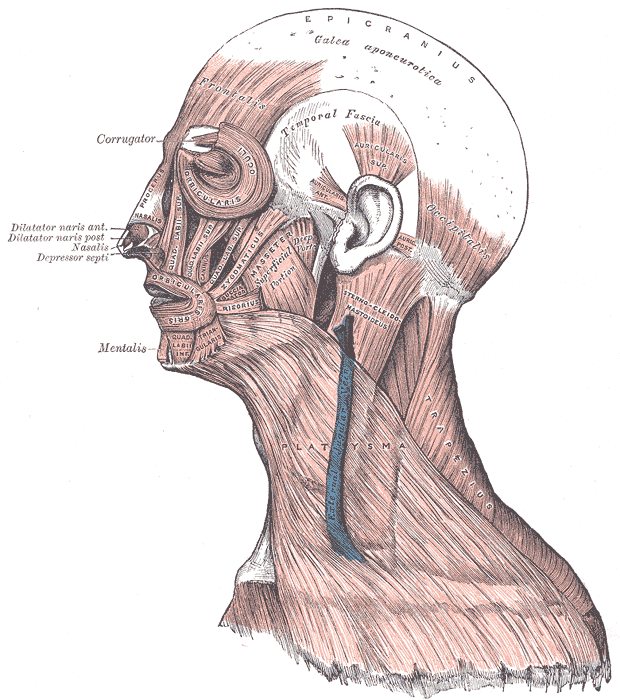
A fej izmai (a homlokon és a tarkón lévő két izom)

A musculus occipitofrontalis egy izom az ember fején, ami két részből áll.
- A homloki (frontális) rész a homlokcsonton (os frontale)
- A nyakszirti rész a nyakszirtcsonton (os occipitale)

Néhányan és néhány könyv két részre szedi: a homlokizomra és a nyakszirti izomra.

## Funkció
Emeli a szemöldököket.

## Beidegzés
A nervus facialis idegzi be.

## Külső hivatkozások
- Leírás